# Eppenberg (Adelsgeschlecht)

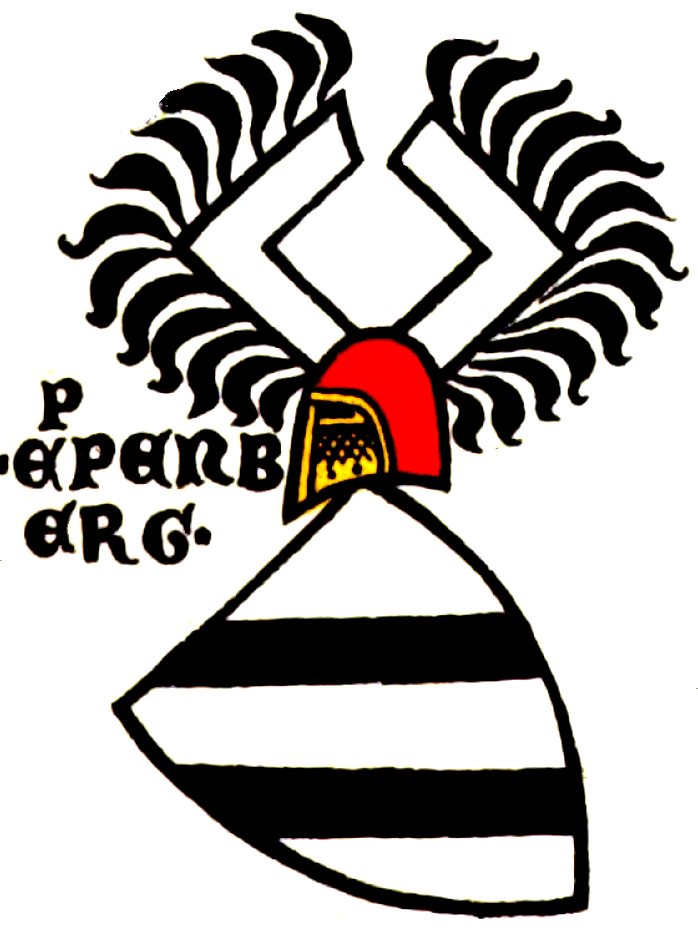
Wappen der Eppenberg in der Zürcher Wappenrolle (ca. 1340)

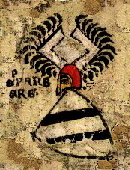
Das Wappen im Original

Die Edlen von Eppenberg waren ein mittelalterliches Ministerialengeschlecht aus dem Toggenburg in der Schweiz. Das Geschlecht verfügte über die niedrige Gerichtsbarkeit über die Herrschaft Bichwil, es umfasste Eppenberg, Bichwil und Oberuzwil. Ihre Stammburg befand sich im heutigen Weiler Eppenberg oberhalb von Bichwil in der Gemeinde Oberuzwil.
Das Geschlecht ist mit dem Frauenkloster Magdenau sowie den Klostern Fischingen und Tänikon eng verbunden. Die meisten männlichen Angehörigen dieses Geschlechtes hiessen Heinrich und Konrad.

## Geschichte

### Frühgeschichte
Das erste Mitglied der Familie dürfte Heinrich von Bichwil (Heinricus de Bichewillâr) gewesen sein, der 1222 Zeuge einer Schenkung des St. Galler Abts Rudolf von Güttingen (1220–1226) war.
Nachdem die Burg Eppenberg erbaut wurde, war Ritter Konrad von Eppenberg (Cuonradus de Ebbinberg, 1259–1277) der Erste, der den Namen Eppenberg trug. Er war 1259 Zeuge einer Schenkung des St. Galler Abts an das Kloster Magdenau, weitere Bezeugungen von ihm sind 1272 und 1277 dokumentiert. Seine Nachfolger sind die Ritter Heinrich von Eppenberg, 1282 und 1284 als Zeuge für die Freiherrn von Bürgeln und die Grafen von Toggenburg erwähnt, sowie Konrad von Eppenberg, welcher 1313 erwähnt wurde.

### Die Geschwister Katherin und Heinrich von Eppenberg
Von der folgenden Generation heiratete 1329 Katherin von Eppenberg Conrad von Horw. Zur Absicherung eines Aussteuers verpfändete sie ihren Brüdern Heinrich (1329–1358) und Konrad von Eppenberg (1329) den vom Grafen von Toggenburg belehnten Hof Ramsau, heute an der Hauptstrasse Flawil–Lütisburg südlich von Eppenberg liegend. Doch Katherins Mann starb ein paar Jahre später.
Heinrich von Eppenberg unterstützte die Maier von Altstätten in ihrem Streit mit der Stadt St. Gallen, an der sich andere adelige Dienstmänner ebenfalls beteiligten. Daraufhin wurde die Burg Eppenberg belagert und beschädigt. Im Oktober 1338 schloss er mit der Stadt einen Friedensvertrag, bei der er und seine Schwester Katherin auf den Ersatz der Schäden verzichtete, welche an der Burg Eppenberg und anderen Gütern entstanden sind. Zudem verpflichteten sie sich, für fünf Jahre die Burg für die Stadtbürger zu öffnen und ihm wurde verboten, die Maier von Altstätten zu beherbergen oder ihnen Vorschüsse zu leisten. Ende 1342 schenkte Graf Friedrich von Toggenburg als Dank für seinen Dienst Heinrich den ehemals gelehnten Hof Ramsau. Zwei Monate später vermachte er den Hof dem Kloster Magdenau, in welcher Katherin inzwischen als Nonne beigetreten ist und dort von 1353 bis 1357 und von 1365 bis 1367 Äbtissin war, sie vermachte zudem dem Spital St. Gallen die Höfe Brühwil und Bächi. Heinrich selber trat mehrmals als Bürge für klösterliche Geschäfte und als Zeuge bei den Heiratsverhandlungen zwischen Graf Friedrich von Toggenburg und Adelheid von Fürstenberg auf. 1355 wurde in Bichwil eine Kapelle errichtet.

### Ausdehnung des Besitztums

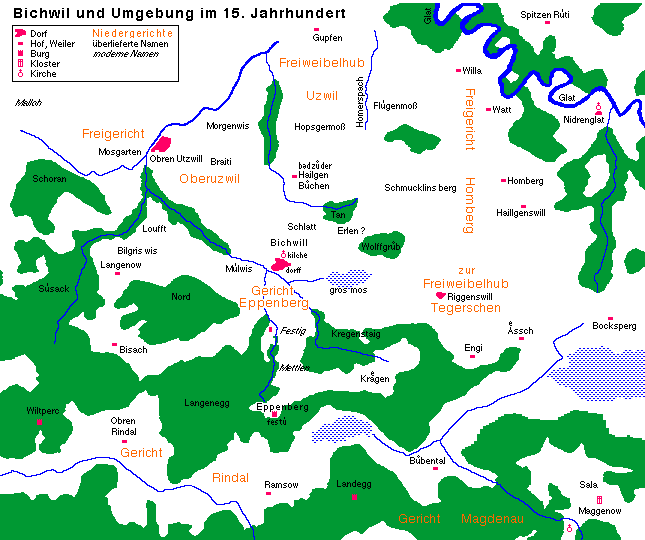
Die Herrschaft Bichwil oder das Gericht Eppenberg im Mittelalter

Konrad (Cuonrat, 1383–1399) und Heinrich (1383–1392) erbten die Herrschaft Bichwil und die Burg Eppenberg. Konrad von Eppenberg heiratete 1383 Ursula von Strass. Das Geschlecht kam so in den Besitz von kleinen Gütern am Untersee und auf der Reichenau. Ein Jahr darauf wurde er Burgvogt der Grafschaft Kyburg, welches die Grafen Donat und Diethelm von Toggenburg 1384 als habsburgisches Pfand von Herzog Leopold von Österreich bekommen haben. Konrad trug daraufhin den Titel des Burggrafen zu Kyburg. Die Edlen von Eppenberg bekamen zudem das Bürgerrecht der Stadt St. Gallen.
Konrad von Eppenberg ging nach dem Tod Ursulas in seine zweite Ehe mit Adelheid von Ainwil ein. Sie hatten zwei Töchter, Margarete und Anastasia. 1396 war Konrad Schlichter in einem Streit zwischen dem Grafen von Werdenberg und der Abtei Pfäfers. Er starb ungefähr 1400 ohne männlichen Nachfolger.:308 Seine Töchter traten dem Kloster Magdenau bei und in diesem Zusammenhang vermachte ihre Mutter Adelheid dem Kloster das Hof Magelsperg in Bichwil.
1402 verzichtete Ritter Hans von Eppenberg auf seinen vererbten Besitz am Untersee und auf der Reichenau.

### Überfall durch die Appenzeller und folgende Armut
1403 überfielen die Appenzeller das Dorf Waldkirch, beschlagnahmten das Vieh, liessen viele Bewohner umbringen und zündeten das Dorf an. Anschliessend brannten sie die Glattburg und die Burg Eppenberg nieder. Dies soll, gemäss einem Zeitzeugen, mehr aus «Hass gegen den Adel überhaupt, als gegen die Besitzer dieses Schlosses», geschehen sein. Die Appenzeller Reimchronik dokumentierte diesen Vorfall in einem Gedicht:

Sie welten nie enlan

Es was meng rucher gouch,

Si verbrannten Eppemberg ouch

Was hát er in gethán,

Das si im nit ließen stán,

Dem arman sin vesty?

In kament darnach Gesty

enlan = entlassen, ablassen; Es was = Es war dabei; Gesty = Gäste (gemeint sind die Appenzeller)
Die Burg wurde «kümmerlich» wiederhergestellt. Heinrich verarmte dadurch und war daher nicht imstande, das Erbe seines Bruders Konrads auszulösen. Konrads Witwe, Adelheid von Ainwil, verwaltete ihren Besitz und regelte deren Geschäfte. Ihre Hälfte der Burg Eppenberg 1420 verkaufte sie Heinrich Spitzli von Jonschwil, der es 1430 seinen Kindern Heinrich und Else weitervererbte.:308–309
Heinrich hatte einen zu seinem Tode noch minderjährigen Sohn, Ludwig. Er setzte, zumal Konrad keinen Sohn hatte und der einzige Nachkomme Heinrichs war, die Stammlinie der Eppenberger fort.:308 Ludwig musste seine andere Hälfte seinen Gläubigern verpfänden, ehe er dank seiner Heirat mit Idda von Rorschach, welche ihm half und ihm ermöglichte, zu 500 Pfund zu kommen, indem er ihr die Eppenberg verpfändete.:319 Ludwig besass auch die nahegelegene Burg Wildberg als Lehen der Freiherren von Hewen zu Schwarzenbach.:310 Er schien in Wil, wo er das Bürgerrecht besass, zu leben, doch er liess in den Wäldern der Herrschaft Bichwil viel Holz fällen, weswegen er 1465 von den Maiern und den Hausgenossen von Bichwil angeklagt wurde. Daraufhin kam es zu einer Offnung, in der das Recht der Bichwiler und das Recht der Edlen von Eppenberg geregelt wurde.
Eine Ursula von Eppenberg war 1436 bis 1458 Äbtissin des Klosters Tänikon.
Ludwig hatte zwei Söhne, die beide den gleichen Namen hatten, Heinrich, so dass einem der Beiname der Ältere und dem anderen der Jüngere bekamen.:310 Der Ältere empfing 1469 die Lehen über die Burg. Er ging anschliessend in die Fremde in den Kriegsdienst. Bei seiner Rückkehr 30 Jahren musste er, da der Jüngere zu diesem Zeitpunkt nicht mehr mit seiner Rückkehr rechnete,:310 seine Herkunft glaubwürdig darlegen.:89 Die Burg und die Herrschaft wurde daher auf Grund eines Gerichtsurteils Heinrich des Älteren zugesprochen.:310 Der Ältere erneuerte auch die Offnung mit den Bichwilern.
Beide Brüder kamen in die Dienste des St. Galler Abts. Heinrich der Ältere wurde 1501 Kämmerer des St. Galler Abts Gotthard Giel von Glattburg,:310 der Jüngere 1505 Fürstlicher Rat und Diener des Franz von Gaisberg.:310 Im Alter von 60 Jahren heiratete der Ältere die Witwe von Hopme Lenner, welche einen Sohn in die Ehe mitbrachte, Clemens Lenner. Er starb vor 1521.:311 Er hatte zwei Söhne, Konrad und Itel Heinrich, welche seinen Besitz erbten.

### Burgbrand und Niedergang

Das Wappen Oberuzwils nimmt im Schildfuss rechts Bezug auf die Edlen von Eppenberg.

Am 3. August 1521 wurde die Burg durch einen Blitzschlag zerstört. Die sich dort allein befindende Witwe Heinrich des Älteren konnte sich retten, doch die Familie verlor neben der Burg 3500 Gulden. Zu diesem Zeitpunkt wohnte Konrad in St. Gallen, Itel Heinrich auf der Reichenau, wo er Mönch werden wollte. Konrad kaufte daraufhin seinem Bruder Itel Heinrich seinen Erbteil ab.:116
Heinrich der Jüngere verkaufte 1523 seinen Gerichtsteil an Hans Meyer, genannt Kliri,:115 welcher sich nun Meyer von Eppenberg nannte.
Konrad, der Sohn Heinrich des Älteren, begann im Februar 1524 in Zürich eine Lehre als Tuchscherer, machte sich aber im Oktober aus dem Staub. Der Bürgermeister St. Gallens, Joachim von Watt, musste daraufhin für seinen Freund bürgen. In Konrad fand Joachim von Watt, Vadian genannt, einen Unterstützer und Förderer für das Reformationsvorhaben. 1531 sahen er und Konrad von Eppenberg den Halleyschen Komet, sie deuteten es als Zeichen eines kommenden grossen Unglücks. Kurz darauf brach der Zweite Kappelerkrieg aus, Konrad, der auf der Seite der Reformatoren stand, kam am 24. Oktober 1531 in der Schlacht am Gubel in Gefangenschaft, wurde aber von den St. Gallern ausgelöst. Im gleichen Jahr wurde er für eine Schlägerei gebüsst. 1536 trat er dem Heer des Königs Franz I. von Frankreich bei. Konrad wurde vom Abt 1537 mit der Herrschaft Bichwil belehnt, doch er konnte sich nicht im Adel behaupten, verarmte und kam wegen seiner Schulden teilweise ins Gefängnis.:116
Seinen Anteil an der Burg Eppenberg verkaufte Konrad oder sein Sohn Clemens 1547 an Sebastian von Giel.:116
Er starb in St. Gallen.
Konrads Sohn Clemens von Eppenberg sowie sein Enkel waren die letzten der Familie der Edlen von Eppenberg. 1624 starb das Geschlecht aus.

### Herrschaft Bichwil unter von Thurn

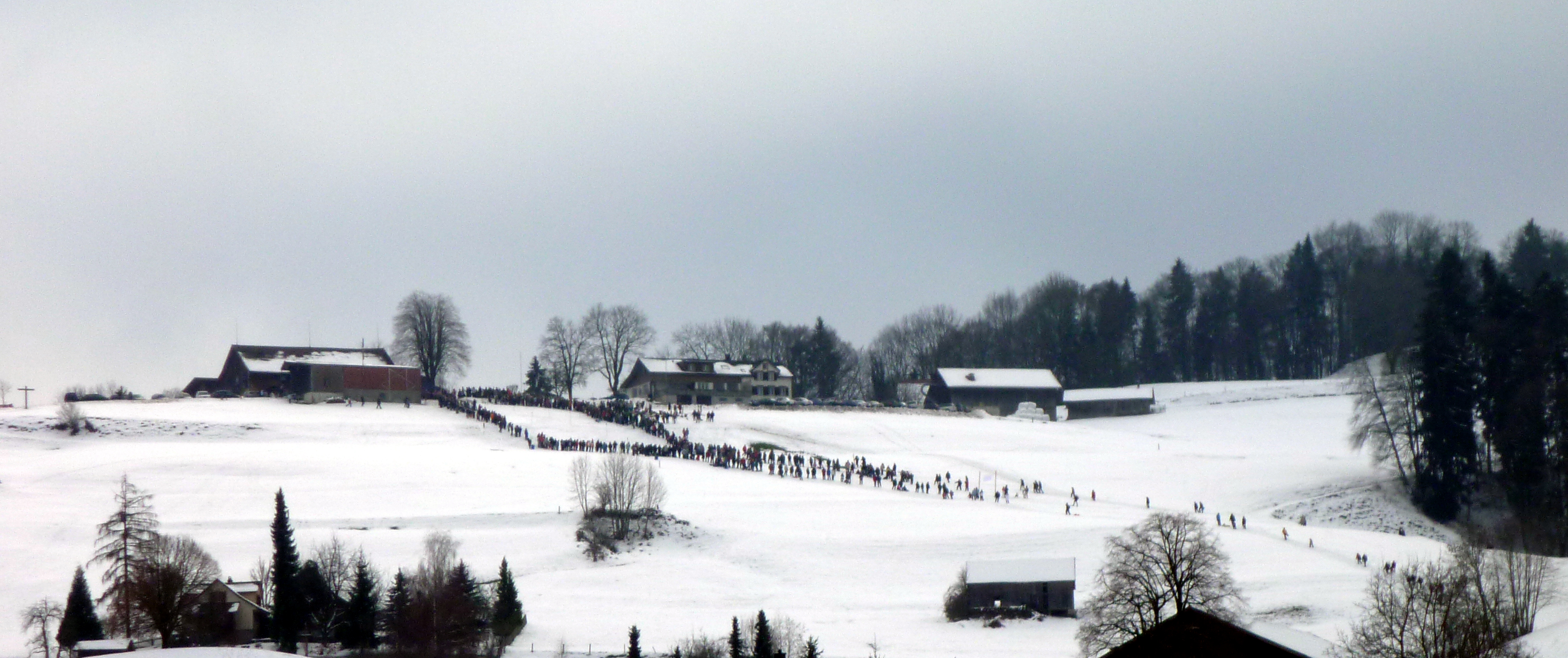
Eppenberg im Jahre 2011, der Erdaufwurf der ehemaligen Burg befindet sich oben rechts

Das Geschlecht Giel von Glattburg verblieb im Besitz von Eppenberg, bis 1627 Ludwig von Thurn, einem aus Konstanz nach Wil zugewanderten «Lebemann», der Kanzler und angeblich Apotheker war, die Herrschaft Bichwil erwarb.:117 Thurn kam so in den Adelsstand. Sein Sohn war Fidel von Thurn zu Eppenberg und Bichwil. Dessen Nachkommen, die sich später Freiherrn und später Grafen von Thurn und Valsassina nannten, liessen die Herrschaft als Lehen des Stiftes St. Gallen durch einen Ammann verwalten.:117 1789 liessen die Grafen von Thurn eine Kirche in Bichwil bauen, welche beide Konfessionen dient. Sie wurde 1808 fertiggestellt. Für den Bau wurden die Steine der Ruine Eppenberg verwendet, sodass von der Burg heute nur noch der Erdaufwurf erhalten ist (westlich des heutigen Restaurants Eppenberg im Weiler Eppenberg).
Die Grafen von Thurn behielten die Herrschaft bis zur Errichtung der Helvetischen Republik, 1803 wurden Bichwil und Eppenberg der politischen Gemeinde Oberuzwil zugeteilt.

## Archäologie
Die Burg von Eppenberg wurde bis anhin nicht archäologisch untersucht. Da in der Nähe des Burgstalls eine Münze des römischen Kaisers Magnentius (350–353) gefunden wurde, wird vermutet, dass die Burg an Stelle der Überresten eines römischen Wachturms errichtet wurde.

## Sonstiges
Ein «Edler von Eppenberg, des Grafen Edelknecht» trat im Schauspiel Friedrich der letzte Graf von Toggenburg von Christian Heinrich Spieß auf.
Gemäss Hofmann, 1854, stammt der Familienname Eppenberger «von dem Hofe Eppenberg, in der Gemeinde Bichwil». Gemäss Naef, 1934, sind im 15. Jahrhundert Eppenberger im mittleren und oberen Toggenburg in den Stand der freien Bauern übergetreten, deren Nachkommen heute den Namen Eppenberger tragen.
Eine Legende besagt, dass die Eppenberger einen unterirdischen Geheimgang in der Länge von rund einem Kilometer zur Burg Eppenberg errichtet hätten. Als Folge führte 1999 eine Studentin der ETH Zürich im Rahmen ihrer Semesterarbeit entsprechende Messungen vor, die Messergebnisse waren zwar nicht eindeutig, doch es kann angenommen werden, dass ein solcher nicht existierte.

## Generationenfolge
Erste Generationen
- Heinrich von Bichwil (1222)
- Konrad von Eppenberg (1259–1277)
- Heinrich von Eppenberg (1282/84) und Konrad von Eppenberg (1313)

Geschwister
- Katherin von Eppenberg (1329–1367), ab 1353 Äbtissin
⚭ Conrad von Horw
- Heinrich von Eppenberg (1329–1358), Konflikt mit Stadt St. Gallen, Beziehungen mit Toggenburger
- Konrad von Eppenberg (1329)

Geschwister
- Konrad von Eppenberg (1383–1399), Burggraf zu Kyburg
⚭ 1383 Ursula von Strass
⚭ Adelheid von Ainwil
2 Töchter: Margarete, Anastasia (traten dem Kloster Magdenau bei)
- Heinrich von Eppenberg (1383–1392; † nach 1403)
1 Sohn: Ludwig von Eppenberg

Ludwig von Eppenberg (Sohn Heinrichs)
- Ludwig von Eppenberg (1430–1476)
⚭ 1443 Idda von Rorschach
2 Söhne: Heinrich der Ältere, Heinrich der Jüngere

Geschwister (Söhne Ludwigs)
- Heinrich der Ältere (* vor 1461, 1501–1520)
⚭ Witwe der Hopme Lenner
2 Söhne: Konrad und Itel Heinrich
- Heinrich der Jüngere (1505–1523)

Geschwister (Söhne Heinrich des Älteren)
- Konrad (1520–1547)
1 Sohn: Clemens
- Itel Heinrich (1520–1537)

## Bücher
- Adolph Näf: Burg Eppenberg und die Herrschaft Bichwil. St. Gallen 1912.
- Georg Rimensberger: Burg Eppenberg und die Herrschaft Bichwil. In: D’Region. 3, 1982, S. 50–55.